# ГМ (серія)

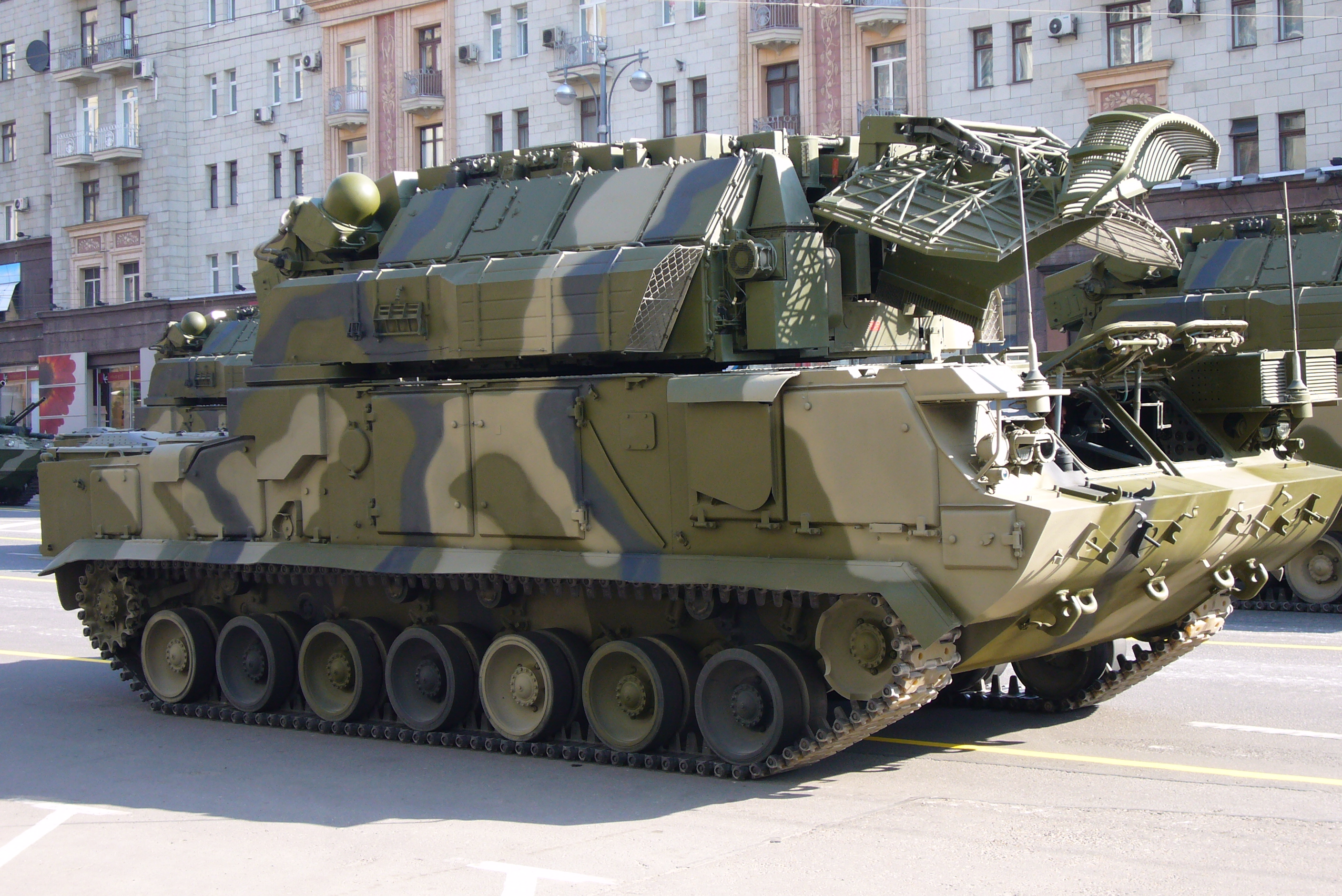
ЗРК «Тор» на шасі ГМ-5955.

ГМ — радянська/російська абревіатура, скорочення слів Гусеничная машина. Серія ГМ виробляється в основному компанією «Митищинський машинобудівний завод» (з 1992 по 2009 року — «Метровагонмаш», незалежна компанія з 2009 року).

## ГМ-569
ГМ-569 використовується для самохідних вогневих установок 9А310 комплексів «Бук-М1-2».

### Технічні характеристики
- Маса шасі, кг 24000
- Граничне навантаження, кг 11500
- База, мм 4605
- Кліренс, мм 450
- Запас ходу, км 300
- Машина працездатна при:
  - температурі навколишнього повітря, ° С −50 — +50
  - відносній вологості повітря при t +35 ° С, 98 %
  - запиленості навколишнього повітря при русі, г/м3 до 2,5
- Максимальна швидкість руху, км/год 80
- Середній питомий тиск на ґрунт, кг/см² не більше 0,8
- Тип двигуна Багатопаливний дизель з рідинним охолодженням і турбонаддувом
- Потужність, кВт (к.с.) 522 (710) — 618 (840)

## Інші типи шасі

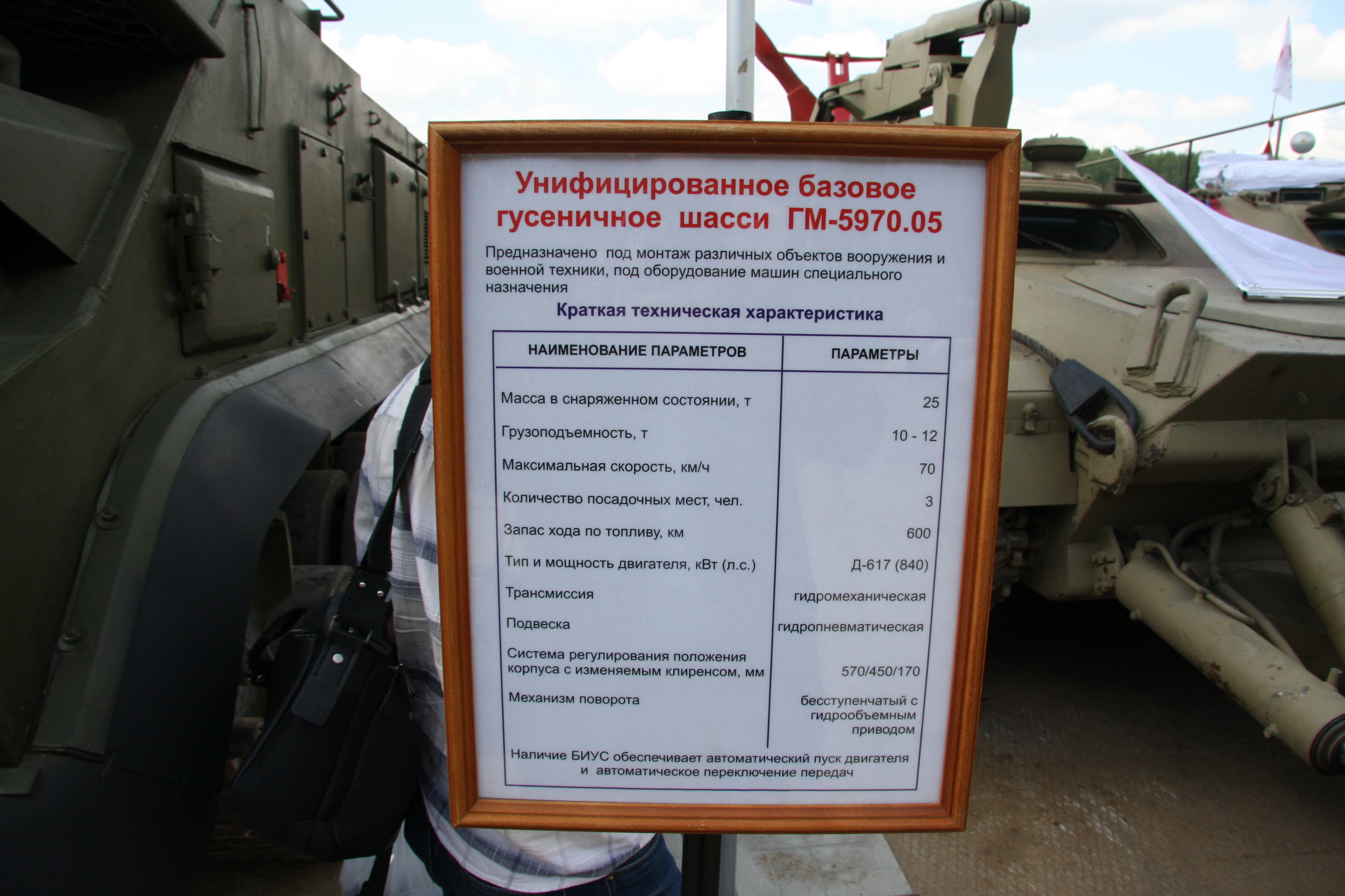
Інформаційна табличка ГМ-5970.05 на показі бронетехніки в Бронниця.

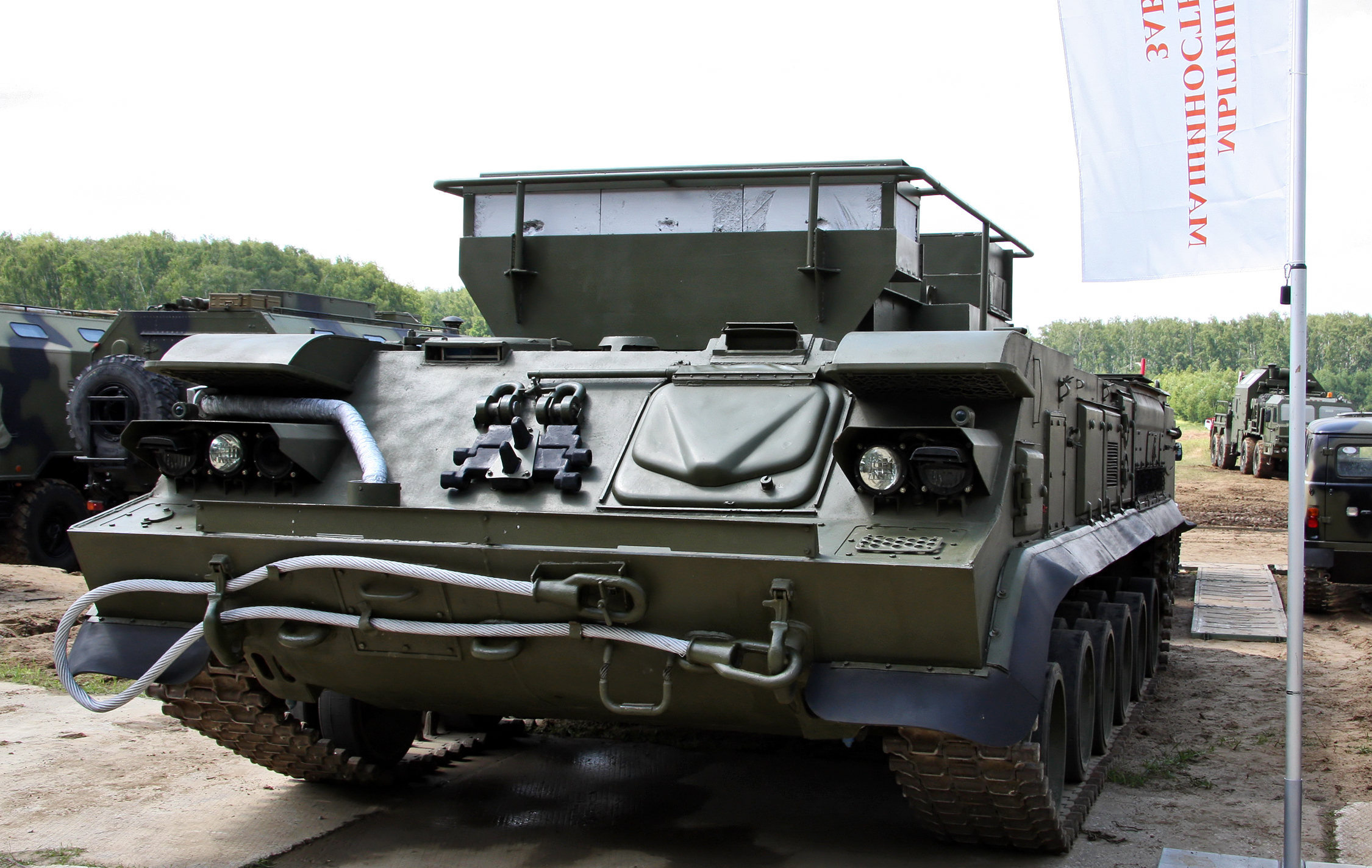
Уніфіковане базове гусеничне шасі ГМ-5970.05 на показі бронетехніки в Бронниця.

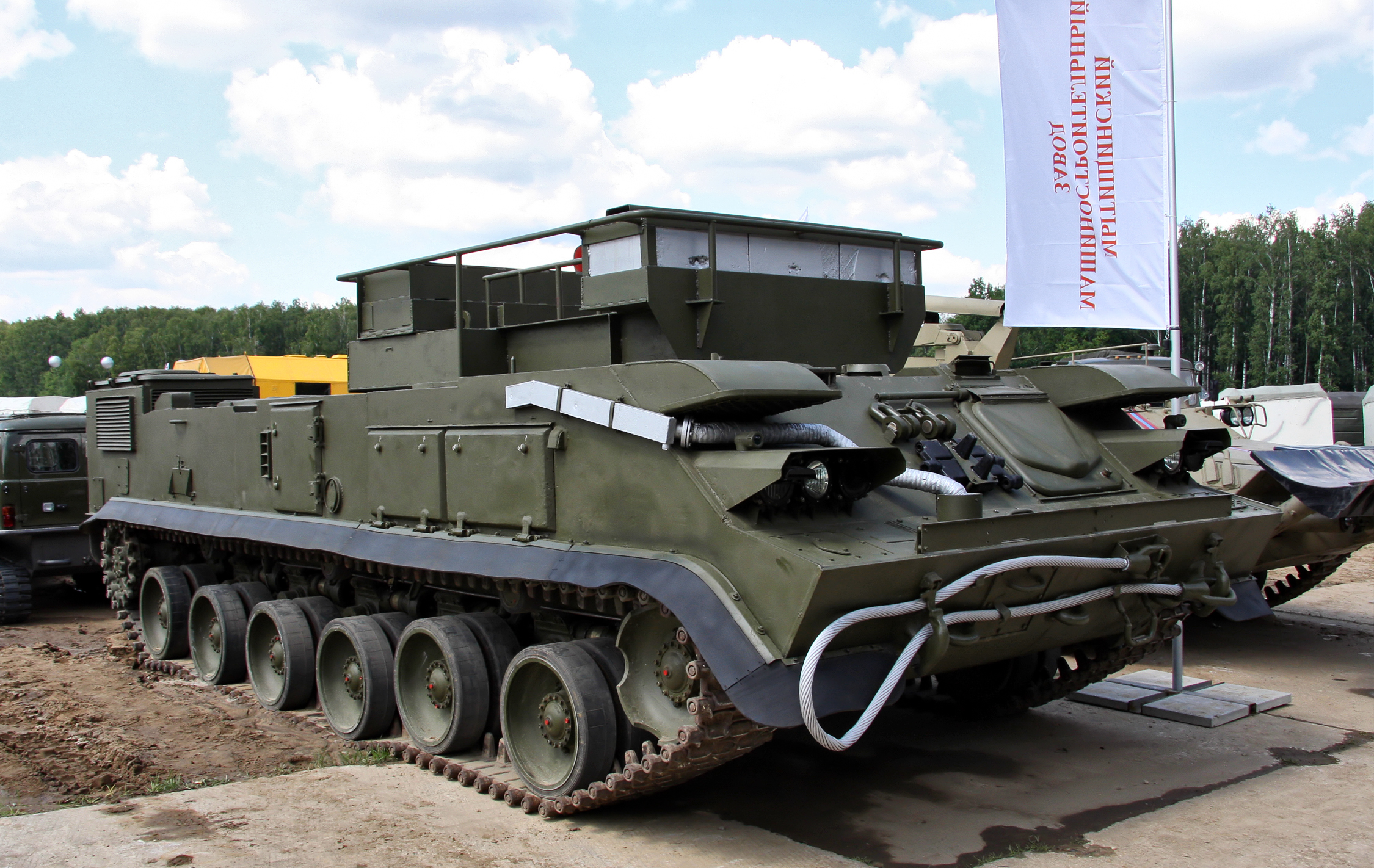

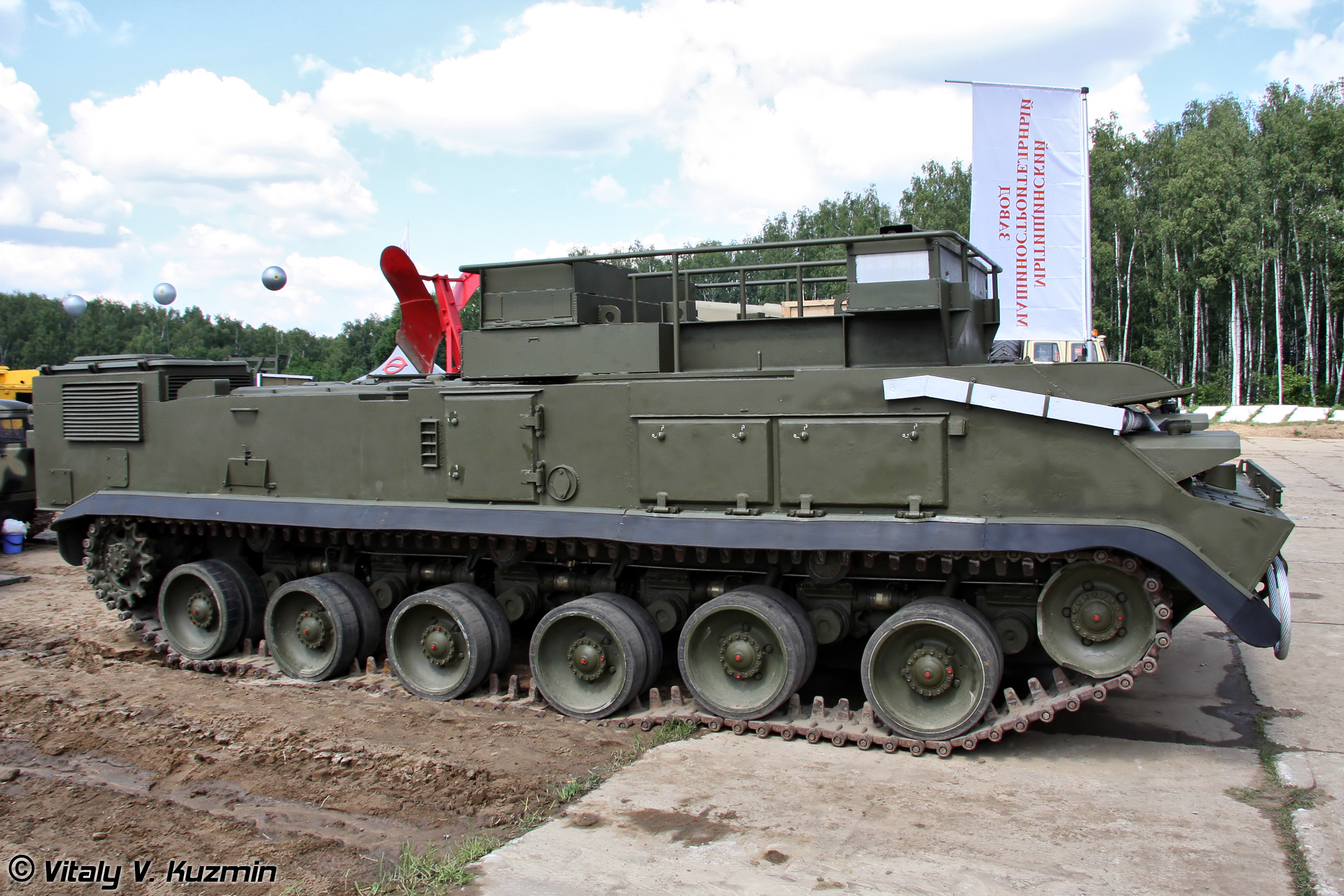

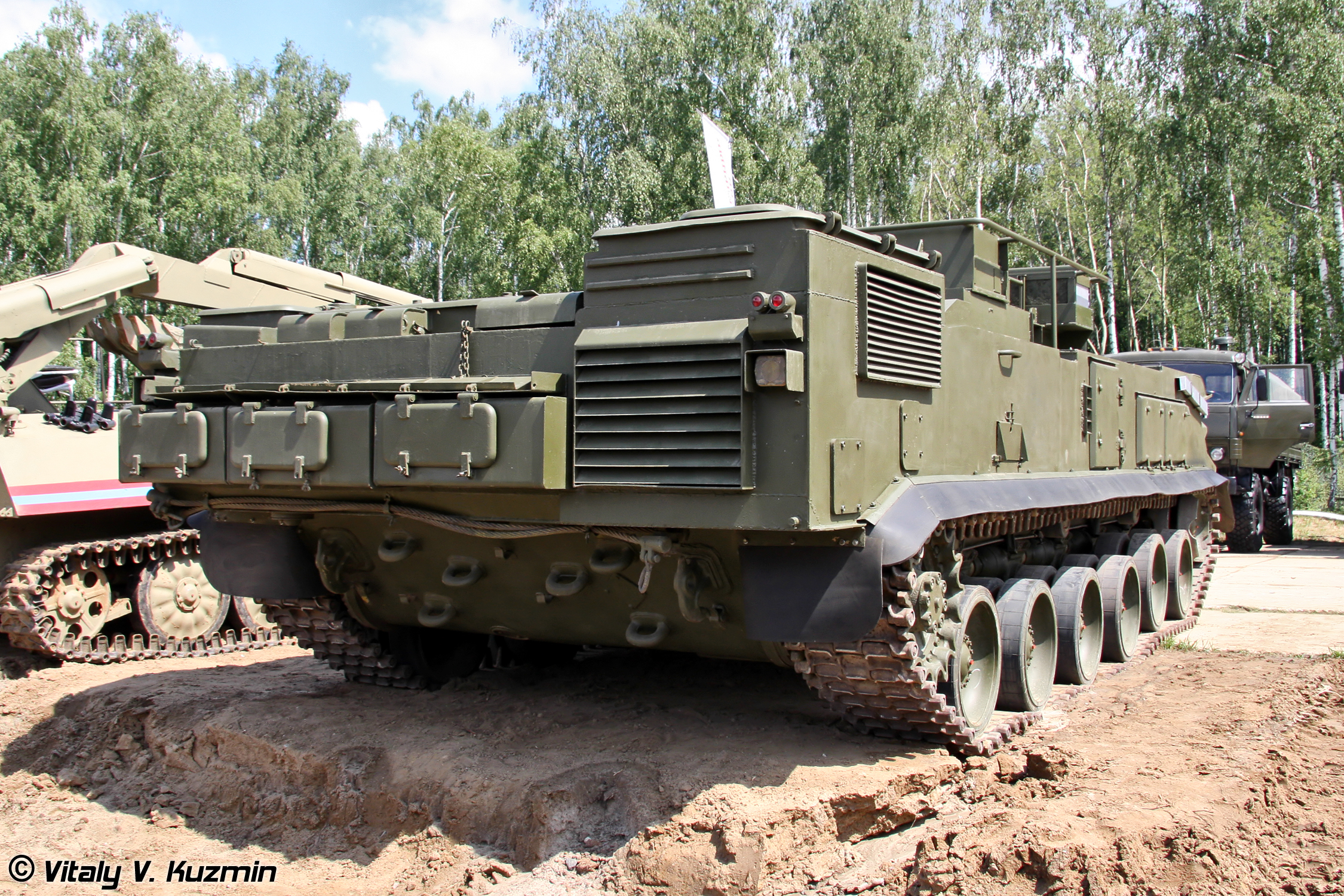

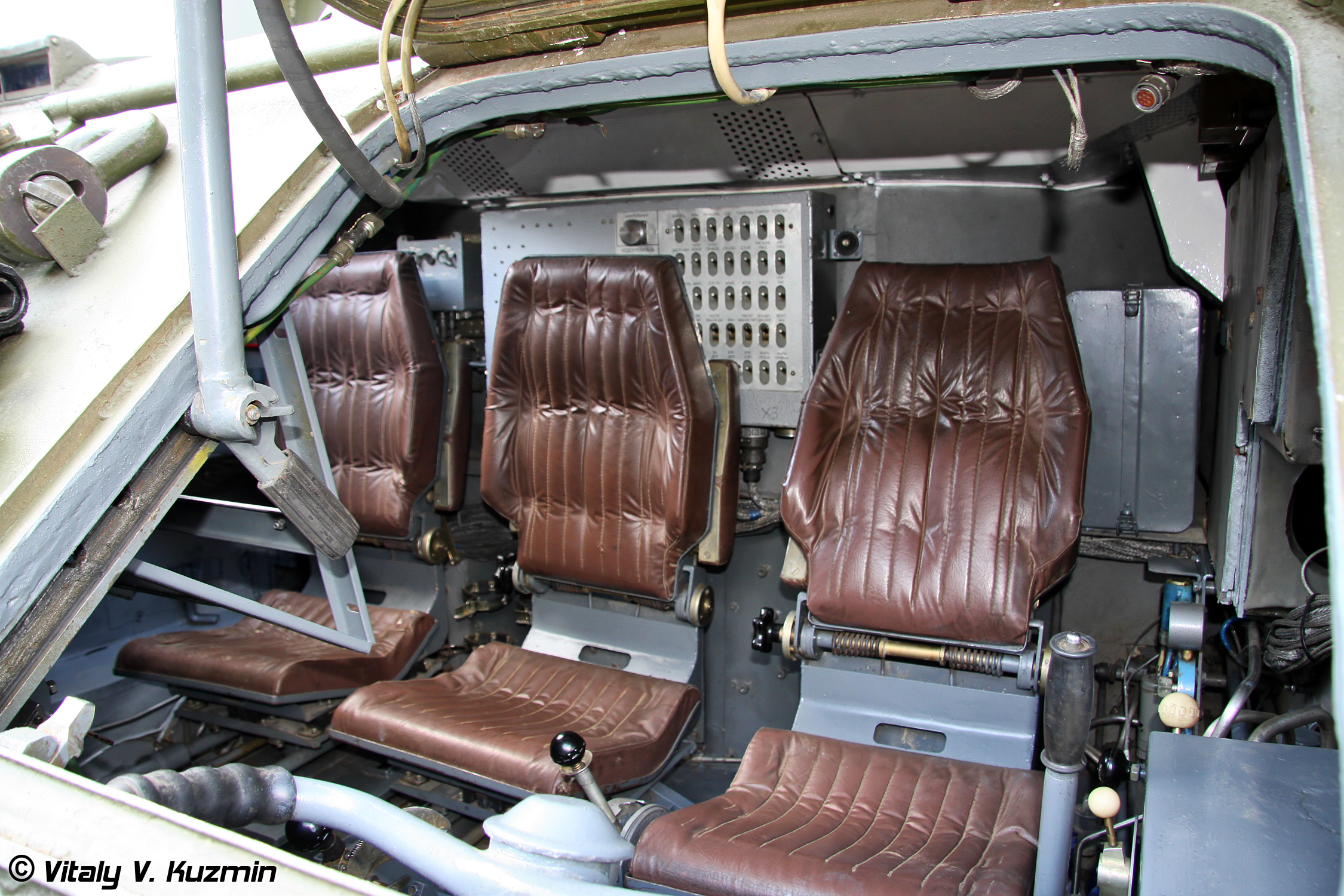

### Митищинського машинобудівного заводу(ОКБ-40, пізніше ММЗ)
Серія 5
- ГМ-569 також використовується для самохідної вогневої установки 9А310[2]
- ГМ-577 використовується для пуско-заряджаючої установки 9А39[3]
- ГМ-579 використовується для командного пункту 9С470[4]
- ГМ-5955 використовується для комплексів «Top-М1»
- ГМ-5975 використовується для комплексів «Тунгуска-М1»

Крім того, в різний час ММЗ (ДКБ-40) розробило, створило і випускало:
- ГМ-567А
- ГМ-568 використовувалася для самохідної установки розвідки і наведення 1С91 (СУРН) ЗРК 2К12 «Куб»[5]
- АСУ-57 (Об'єкт 572)
- ГМ-575 використовувалася для самохідної зенітної установки ЗСУ-23-4 "Шилка"
- ГМ-578 використовувалася для пускової установки 2П25 ЗРК «Куб»
- ГМ-562 (Індекс ГБТУ — Об'єкт 562) — російський середній багатоцільовий транспортер-тягач МТ-СМ
- ГМ-5959
- ГМ-5951
- ГМ-5952

### ДКБТ Кіровського заводу (Ленінград) і НДІ-100 (Челябінськ)
- КВ-9 (Об'єкт 229) — експериментальний важкий танк
- КВ-13 (Об'єкт 233) — дослідний середній танк періоду Другої світової війни (СКБ-2 Челябінського Кіровського заводу)
- Об'єкт 234 — дослідний важкий танк
- ИС-2 (Об'єкт 240) — радянський важкий танк періоду Німецько-радянської війни (Челябінський Кіровський завод - ЧКЗ)
- ИС-7 об'єкт 260) — важкий танк
- Т-10 (Об'єкт 730) — важкий танк

Серія 2
- Об'єкт 27 — шасі для транспортабельної атомної електростанції на базі Т-10
- РТ-15 і РТ-20П — самохідні пускові установки ракетних комплексів, які використовували елементи шасі Т-10
- ГМ-216 (Об'єкт 216) — самохідна гармата 2С7 «Піон», яка розроблялася КБ-3 Кіровського заводу
- Об'єкт 268 — дослідна важка протитанкова САУ на базі Т-10 (розроблений КБ Заводу № 172)
- Об'єкт 271 — шасі дослідної САУ особливої потужності 2А3 «Конденсатор»
- Об'єкт 273 — самохідний міномет 2Б1 «Ока», розроблений КБ Кіровського заводу
- Об'єкт 282 — дослідний ракетний танк на базі танка Т-10.
- Об'єкт 287 — дослідний ракетний танк
- Об'єкт 288 — дослідний ракетний танк
- Т-80 і модифікації (Об'єкт — 219, 630А, 640, 644, 478) — основний бойовий танк

### Мінського тракторного заводу(МТЗ)
Серія 3
- ГМ-355 було використано для бойових машин (БМ) 9А330, в том числі СОЦ, СН, СЦВМ, ПУ, ГМ (ЗРК 9К330 «Тор»).

- ГМ-352 використовувалися для БМ 2С6 (ЗПРК 2К22 «Тунгуска»)
  - ГМ-352М використовувалися для БМ «Тунгуска-М» (Мінський тракторний завод МСХМ)

### КБ-60 (Харківське КБМ)
Серія 4
- Об'єкт 416 (СУ-100М) — радянська дослідна 100-мм самохідна артилерійська установка
- Об'єкт 430 — дослідний середній танк
- Об'єкт 432 — радянський середній танк Т-64
- Об'єкт 435 — модифікація «Об'єкта 430» з установкою 115-мм гармати 2А21
- Об'єкт 436

### ДСКБ-2Челябінського тракторного заводу
Серія 7
- ИС-3 (Об'єкт 703) — радянський важкий танк
- Об'єкт 765 — БМП-1 і перше дослідне шасі для 2С1 «Гвоздика»
- Об'єкт 757 — дослідний важкий ракетний танк
- Об'єкт 772 — проект ракетного танка
- Об'єкт 775, 778, 780 — експериментальний ракетний танк

### ЦКБ Уральського заводу транспортного машинобудування (Свердловськ)
- ГМ-118 (Об'єкт 118) — гусеничний мінний загороджувач на базі САУ СУ-100П
- ГМ-119 (Індекс ГБТУ — Об'єкт 119) — шасі ЗСУ-37-2 «Єнісей»
- ГМ-123 було використано для 2С3 «Акація», 2С4 «Тюльпан», 2С5 «Гіацинт», а також для самохідної пускової установки 2П24 ЗРК 2К11 «Круг»
- ГМ-124 — шасі станція наведення ракет 1С32 ЗРК «Круг»

### Інших виробників
- Об'єкт  140 — радянський дослідний середній танк (Завод № 183)
- МТ-ЛБ (Об'єкт  6) — радянський багатоцільовий плаваючий легкий броньований транспортер (тягач)
- ГМ-426
- ГМ-429А (Об'єкт 429А) — проект самохідної гармати КБ заводу «Барикади»
- Об'єкт  508/509 — ПРП-4МУ, модифікація рухомого розвідувального пункту, пропонована ВАТ «Рубцовський машинобудівний завод»
- АСУ-76 (Об'єкт  570) і АСУ-76П (Об'єкт  571, плавучий варіант) — шасі дослідної легкої радянської авіадесантної самохідної артилерійської установки (САУ).
- Об'єкт  618 — дослідний командирський танк КБ заводу № 174 в Омську на базі танка Т-64А.
- Об'єкт  779М — ПРП-4М «Дейтерій» — рухливий розвідувальний пункт
- ГМ-830 і ГМ-835 були використані для машин ЗРК С-300В, розробки КБ-3 Ленінградського Кіровського заводу (тепер ВО «Спецмаш»)[7].
- Об'єкт  924 — шасі 2С2 «Фіалка» виготовлено на Волгоградському тракторному заводі на базі бойової машини десанту БМД-1

### Офіційний сайт Метровагонмаша
- Общее описание ГМ-569, ТТХ ГМ-569 (недоступная ссылка — история, копия)
- Общее описание ГМ-5955, ТТХ ГМ-5955 (недоступная ссылка — история, копия)
- Общее описание ГМ-5975, ТТХ ГМ-5975 (недоступная ссылка — история, копия)